# Санчес, Франсиско дель Росарио
Франсиско дель Росарио Санчес (исп. Francisco del Rosario Sánchez ) (9 марта 1817 года, Сан-Доминго, Эспаньола (Испанская колония) — 4 июля 1861 года, Сан-Хуан-де-Магуана) — доминиканский политик, национальный герой, генерал. Один из трёх основателей Доминиканской Республики (1844). Орден За заслуги Санчеса, Дуарте и Меллы назван в честь этих людей.

## Биография
Родился 9 марта 1817 года в Санто-Доминго в испанской колонии Эспаньола.
Его отца звали Нарцисо Санчес Рамона, а мать — Олалла дель Росарио де Белен Фернандес, она была потомком афро. На момент его рождения родители не были женаты, они вступили в брак в 1819 году. Франциско был старшим из одиннадцати детей. Санчес был также племянником по отцовской линии общественного деятеля Марии Тринидад Санчес.
Начальное образование получил от своей матери, позже стал учеником перуанского священника Гаспара Эрнандеса, который воспитывал его в духе патриотизма. Хотя Санчес и не посещал школу, освоил французский и латынь, стал адвокатом. В молодости путешествовал по США и Европе. Был сторонником республиканских идей.
Вместе с Х. П. Дуарте основал патриотическое общество «Тринитария» (1838), выступившее против захвата страны соседним Гаити (в 1837 году получил независимость от Испании). Хуана Пабло Дуарте, Франсиско дель Росарио Санчеса и Рамона Матиаса Меллы доминиканцы называют «Падрес де ла Патрия» — отцами-основателями своей республики. Санчес сменил Хуана Пабло Дуарте и Диаса в борьбе за независимость во время его изгнания (1843—1844). Санчес был избран своими соратниками главнокомандующим, подготовил и возглавил восстание в феврале 1844 года, приведшее к созданию независимой Доминиканской Республики.
Он был редактором манифеста о независимости от 16 января 1844 года, подлинного акта независимости, и первым поднял доминиканский национальный флаг 27 февраля 1844 года и провозгласил Доминиканскую Республику.

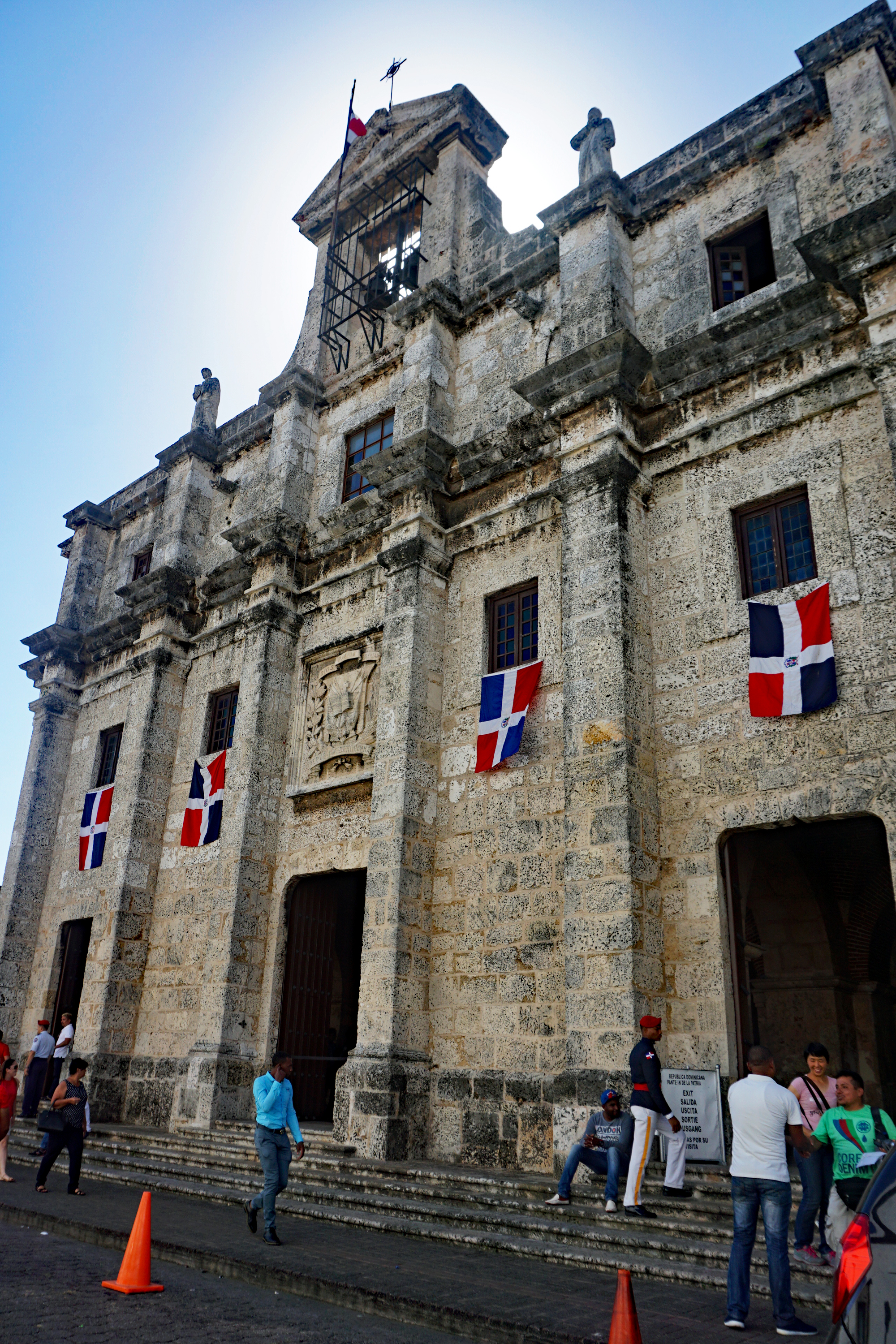
Пантеон «Де ля Патриа». Сан-Доминго

В Доминиканской Республике занимал ряд высших военных и административный постов.
В 1845 году в результате воорруженного мятежа власть в стране захватил генерал Сантана, который изгнал архитекторов независимости Доминиканы. Санчес провел четыре года в изгнании, затем ему разрешили вернуться в Доминиканскую Республику. Генерал Сантана снова восстанавил власть Испании над островом, пригласил испанцев оккупировать страну в качестве колонии. Санчес возглавил войско в попытке свергнуть Сантану, но был ранен и захвачен силами Сантаны. Его перевезли в Сан-Хуан-де-Магуана, где Санчес был приговорен к смертной казни и расстрелян 4 июля 1861 года вместе с 20 повстанцами.
Останки Франсиско дель Росарио Санчеса покоятся с останками двух других Отцов Отечества — Хуана Пабло Дуарте и Рамона Матиаса Меллы — в мавзолее «Алтарь Отечества», расположенном в парке независимости недалеко от Пуэрта-дель-Конде, где был провозглашена независимость. Этот памятник был открыт 27 февраля 1976 года.
У Санчеса были дети от нескольких жен, первая — Феличита Мартинес (дочь Моника). Затем у него были связи с другими женщинами, от которых у него остались дети. Женился 4 апреля 1849 года на Бальбине Пенья Перес, которая родила ему двух сыновей: Хуана Франсиско и Мануэля де Хесуса. Хуан Франциско стал министром финансов в правительстве Улисеса Эро и вошел в кабинет президента Карлоса Моралеса Лангаско.